# Kostel svaté Otýlie (Paříž)
Kostel svaté Otýlie (fr. Église Sainte-Odile) je katolický farní kostel v 17. obvodu v Paříži na Avenue Stéphane-Mallarmé. Stavba je od roku 2001 chráněná jako historická památka.

## Historie
Kostel svaté Otýlie byl postaven díky projektu Œuvre des Chantiers du Cardinal, který vyhlásil pařížský arcibiskup a kardinál Jean Verdier, kdy byly v lidnatých okrajových částech Paříže stavěny nové kostely. Finance na stavbu tohoto kostela ovšem nebyly z kardinálova projektu, ale poskytli je farníci a především Edmond Loutil (1863-1958), farář v kostele svatého Františka Saleského.
Stavba byla zahájena 24. března 1935 a skončila v roce 1946. Edmond Loutil zasvětil kostel svaté Otýlii, patronce Alsaska, odkud pocházela jeho matka.
Kostel sloužil především obyvatelům domů s nízkým nájemným postavených na místě bývalých pařížských hradeb.
Kostel vysvětil 17. listopadu 1946 kardinál Emmanuel Suhard a byl zasvěcen 18. listopadu 1956. Samostatnou farnost ustanovil 19. dubna 1953 kardinál Maurice Feltin.
V roce 2008 byl kostel restaurován.
Farnost kromě běžné formy římského ritu slouží také mimořádnou formu mší, tj. v latině každou neděli v 18 hodin.

## Architektura
Architektem byl Jacques Barge (1904-1979), který se inspiroval byzantským slohem. Konstrukce budovy je vyrobena z železobetonu. Podlaha je pokryta dlaždicemi z růžového pískovce, z jakého byla vystavěna katedrála Notre-Dame ve Štrasburku.
Objekt je zastřešen třemi kupolemi. Dominuje mu 72 m vysoká věž, nejvyšší zvonice v Paříži.
Hlavní oltář je zdoben sklem, mozaikami a smaltem a jeho autorem je umělec Labouret-Chauvière (1871-1964).